# Таскудик (Аксуська міська адміністрація)
Таскуди́к (каз. Тасқұдық) — станційне селище у складі Аксуської міської адміністрації Павлодарської області Казахстану. Входить до складу Достицького сільського округу.
Населення — 54 особи (2021; 41 у 2009, 140 у 1999, 241 у 1989).
Національний склад станом на 1989 рік:
- росіяни — 56 %

До 2001 року селище називалось Пограничник.